# Bistorta purpureonervosa
Bistorta purpureonervosa är en slideväxtart som först beskrevs av A.J. Li, och fick sitt nu gällande namn av Yonekura & H. Ohashi. Bistorta purpureonervosa ingår i släktet ormrötter, och familjen slideväxter. Inga underarter finns listade i Catalogue of Life.